# Теорема Блоха (комплексний аналіз)
В комплексному аналізі теорема Блоха стверджує, що для кожної функції голоморфної в одиничному крузі, що задовольняє деякі додаткові вимоги в образі функції міститься круг деякого незалежного від функції радіуса, на якому існує обернена голоморфна функція.

## Твердження
Нехай {\displaystyle f} — голоморфна функція в деякій області, що містить одиничний круг {\displaystyle {\overline {B}}(0,1)=\{z\in {\mathbb {C} },|z|\leq 1\}}. Припустимо що {\displaystyle f'(0)=1}. Тоді існує круг {\displaystyle S\subset B(0,1)}, на якому дана функція є ін'єктивною і образ {\displaystyle f(S)} містить круг радіуса більшого, ніж {\displaystyle 1/72}. Зокрема обернена функція на цьому крузі буде біголоморфізмом.
З цього твердження легко одержується узагальнення: якщо {\displaystyle G\subset {\mathbb {C} }} — область у  {\displaystyle \mathbb {C} },  {\displaystyle f\colon G\to {\mathbb {C} }} — голоморфна функція і {\displaystyle f'(c)\not =0} для деякої точки {\displaystyle c\in G}. Тоді {\displaystyle f(G)} містить відкрите кого радіуса {\displaystyle {\frac {1}{72}}\cdot \rho \cdot f'(c)}, де {\displaystyle \rho <d(c,\partial G)}, на якому існує обернена біголоморфна функція.

### Теорема Ландау
Якщо {\displaystyle f} є голоморфною функцією в одиничному крузі з властивістю {\displaystyle f'(0)=1}, тоді образ {\displaystyle f} містить круг радіуса {\displaystyle l}, де {\displaystyle l\geqslant b} є абсолютною константою, що не залежить від конкретної функції.
Ця теорема, яка іноді також називається теоремою Блоха — Ландау, названа на честь Едмунда Ландау.

### Теорема Валірона
Історично значний вплив на формулювання теореми Блоха відіграла теорема Валірона:
Якщо {\displaystyle f} є цілою функцією, тоді існують круги {\displaystyle D} довільного радіуса і голоморфні в D функції {\displaystyle \varphi }, такі що{\displaystyle f(\varphi (z))=z} для всіх {\displaystyle z\in D}.

## Доведення

### Лема 1
Розглянемо функцію {\displaystyle w=f(z)}, голоморфну у крузі {\displaystyle B(0,R)=\{z\in {\mathbb {C} },|z|\leq R\}}, причому {\displaystyle |F(z)|\leqslant M}. Нехай {\displaystyle f(0)=0} і {\displaystyle |f'(0)|=\mu }.
Тоді {\displaystyle M\geqslant R\mu } і {\displaystyle f(B(0,R))\supset B\left(0,{\frac {(R\mu )^{2}}{6M}}\right)}.

#### Доведення
Ввівши функцію {\displaystyle F(z)={\frac {f(Rz)}{(Rf'(0))^{-1}}}}, отримаємо, що {\displaystyle F(z)} є голоморфною в крузі {\displaystyle B(0,1)}, {\displaystyle f(0)=0}, {\displaystyle |f'(0)|=1} і в твердженні теореми {\displaystyle M\geqslant 1}. Відповідно доведення можна здійснити у цьому випадку.   
Для доведення теореми будемо виходити з розкладу  {\displaystyle F(z)} в ряд Тейлора: {\displaystyle F(z)=z+a_{2}z^{2}+\ldots }.
Коефіцієнти розкладу задовольняють нерівності Коші {\displaystyle |a_{i}|\leqslant {\frac {M}{r^{i}}}} для {\displaystyle 0<r<1}.
Звідси, зокрема, {\displaystyle 1=a_{1}\leqslant M}.
На колі {\displaystyle |z|=(4M)^{-1}} для модуля {\displaystyle |F(z)|} отримуємо оцінку
{\displaystyle |F(z)|\geqslant |z|-\sum _{n=2}^{\infty }|a_{n}z^{n}|\geqslant (4M)^{-1}-\sum _{n=2}^{\infty }M(4M)^{-n}=(4M)^{-1}-(16M-4)^{-1}\geqslant (6M)^{-1}}
Припустимо {\displaystyle |w|<(6M)^{-1}}. Тоді функція {\displaystyle g(z)=F(z)-w} має нуль. Для  {\displaystyle |z|=(4M)^{-1}} маємо {\displaystyle |F(z)-g(z)|=|w|<(6M)^{-1}\leqslant |f(z)|}
Згідно теореми Руше {\displaystyle g} має в крузі {\displaystyle B(0,(4M)^{-1})} стільки ж коренів, скільки їх має в цьому крузі 
{\displaystyle f}. Оскільки за припущенням {\displaystyle F(0)=0} то і {\displaystyle g(z_{0})=0} для деякого {\displaystyle z_{0}\in B(0,(4M)^{-1})}. Тому {\displaystyle f(B(0,1))\supset B(0,1/6M)}.

### Лема 2
Нехай {\displaystyle f} є голоморфною функцією в крузі {\displaystyle B(a,r)} і також {\displaystyle |f'(z)-f'(a)|<|f'(a)|} для всіх {\displaystyle z\in B(a,r)}. Тоді {\displaystyle f} є бієктивною функцією на {\displaystyle B(a,r)}.

#### Доведення
Якщо {\displaystyle z_{1}\neq z_{2}} — дві точки у {\displaystyle B(a,r)} і {\displaystyle \gamma =[z_{1},z_{2}]} — відрізок, що їх сполучає то згідно нерівності трикутника:
{\displaystyle |f(z_{1})-f(z_{2})|=\left|\int _{\gamma }f'(z)dz\right|\geqslant \left|\int _{\gamma }f'(a)dz\right|-\left|\int _{\gamma }(f'(z)-f'(a))dz\right|\geqslant |f'(a)||z_{1}-z_{2}|-\int _{\gamma }\left|\left(f'(z)-f'(a)\right)\right||dz|}.
Зважаючи на гіпотезу {\displaystyle |f(z_{1})-f(z_{2})|>0}, тобто {\displaystyle f(z_{1})\neq f(z_{2})} і функція є ін'єктивною.

### Доведення теореми Блоха
Для {\displaystyle 0\leqslant r\leqslant 1} позначимо {\displaystyle K(r)=\max\{|f'(z):|z|=r\}} і {\displaystyle h(r)=(1-r)K(r)}. Тоді {\displaystyle h} є неперервною функцією і {\displaystyle h(0)=1,h(1)=0}. Нехай {\displaystyle r_{0}=\sup\{r:h(r)=1\}}. Тоді  {\displaystyle h(r_{0})=1,r_{0}<1} і для всіх {\displaystyle r>r_{0}} виконується нерівність {\displaystyle h(r)<1}.
Нехай число {\displaystyle a} таке, що {\displaystyle |a|=r_{0}} і {\displaystyle |f'(a)=K(r_{0})|}. Тоді {\displaystyle |f'(a)|=(1-r_{0})^{-1}}.
Якщо {\displaystyle |z-a|<1/2(1-r_{0})=\rho _{0},} то  {\displaystyle |z|<1/2(1+r_{0})}. Оскільки {\displaystyle r_{0}<1/2(1+r_{0})} то з означення {\displaystyle r_{0}} отримуємо:
{\displaystyle |f'(z)|\leqslant K(1/2(1+r_{0}))={\frac {h(1/2(1+r_{0}))}{(1-1/2(1+r_{0}))^{-1}}}<(1-1/2(1+r_{0}))^{-1}={\frac {1}{\rho _{0}}}}
для {\displaystyle |z-a|<\rho _{0}}.
З попереднього {\displaystyle |f'(z)-f'(a)|\leqslant |f'(z)|+|f'(a)|<3/2\rho _{0}}.
Згідно леми Шварца звідси випливає, що {\displaystyle |f'(z)-f'(a)|<{\frac {3|z-a|}{2\rho _{0}^{2}}}} для {\displaystyle z\in B(a,\rho _{0})}. 
Тому якщо {\displaystyle z\in S=B(a,1/3\rho _{0})} то {\displaystyle |f'(z)-f'(a)|<{\frac {1}{2\rho _{0}}}=|f'(a)|}. З леми 2 випливає що {\displaystyle f} є ін'єктивним на {\displaystyle S}.
Визначимо {\displaystyle g:B(0,1/3\rho _{0})\to \mathbb {C} } як {\displaystyle g(z)=f(z+a)-f(a)}. Тоді {\displaystyle g(0)=0,\;|g'(0)|=|f'(a)|=(2\rho _{0})^{-1}}. Якщо {\displaystyle z\in B(a,1/3\rho _{0})} тоді відрізок {\displaystyle \gamma =[a,a+z]} лежить у {\displaystyle S\subset B(a,\rho _{0})}.
Тому з попереднього  {\displaystyle |g(z)|=\left|\int _{\gamma }f'(w)dw\right|\leqslant {\frac {|z|}{\rho _{0}}}<1/3}.
З леми 1 отримуємо, що {\displaystyle g(B(0,1/3\rho _{0}))\supset B(0,\sigma )} де {\displaystyle \;\;\sigma {\frac {(1/3\rho _{0})^{2}(2\rho _{0})^{-2}}{2}}={\frac {1}{72}}}.
Якщо перевести це твердження для {\displaystyle f} то {\displaystyle f(S)\supset B(f(a),1/72)}, що завершує доведення.

## Константи Блоха і Ландау
Константа 1/72 в теоремі Блоха не є оптимальною.  
Число B, що рівне супремуму всіх b, для яких справджується теорема Блоха, називається константою Блоха . Згідно теореми Блоха  {\displaystyle B>1/72} але точне значення B залишається невідомим.
Подібним чином визначена константа L в теоремі Ландау  називається константою Ландау. Її точне значення теж не є відомим.
Найточнішими відомими обмеженнями для B є
{\displaystyle 0.4332\approx {\frac {\sqrt {3}}{4}}+2\times 10^{-4}\leq B\leq {\sqrt {\frac {{\sqrt {3}}-1}{2}}}\cdot {\frac {\Gamma ({\frac {1}{3}})\Gamma ({\frac {11}{12}})}{\Gamma ({\frac {1}{4}})}}\approx 0.4719,}
де {\displaystyle \Gamma } позначає Гамма-функцію. Нижня межа була знайдена у статті Чена і Готьє, верхня межа — у статті Альфорса і Грунського. 
Для константи Ландау відомі обмеження
{\displaystyle 0.5<L\leq {{\Gamma {{1} \over {3}}\Gamma {{5} \over {6}}} \over {\Gamma {{1} \over {6}}}}=0.543258965342...\,\!}
В своїй статті Альфорс і Грунський сформулювали гіпотезу, що вказані верхні обмеження є рівними константам Блоха і Ландау.